# Gomotartsi
Gomotartsi (bulgariska: Гомотарци) är ett distrikt i Bulgarien.   Det ligger i kommunen Obsjtina Vidin och regionen Vidin, i den nordvästra delen av landet, 160 km norr om huvudstaden Sofia.
Trakten runt Gomotartsi består till största delen av jordbruksmark. Runt Gomotartsi är det ganska tätbefolkat, med 75 invånare per kvadratkilometer.